# MotorSport
MotorSport è un singolo del gruppo musicale statunitense Migos, della rapper trinidadiana Nicki Minaj e della rapper statunitense Cardi B, pubblicato il 27 ottobre 2017 come primo estratto dal terzo album in studio dei Migos Culture II.

## Descrizione
Il brano contiene delle interpolazioni provenienti da Gasolina di Daddy Yankee del 2004 e da Bodak Yellow di Cardi B del 2017.

## Promozione
Cardi B ha incluso MotorSport nel suo medley agli iHeartRadio Music Awards l'11 marzo 2018. Si è esibita con la canzone anche all'Aubrey & the Three Migos Tour, come ospite d'onore.
Minaj ha eseguito il brano al Rolling Loud Festival a Miami il 13 maggio successivo.

## Accoglienza
Michael Saponara e Marjua Estevez di Billboard hanno definito «ambiziosa» la strofa di Cardi B «trap Selena». Angel Diaz di Complex ha reputato la strofa di Minaj nella canzone come la migliore di ottobre 2017. Secondo un altro scrittore per Complex, entrambe le rapper hanno i loro momenti. La parte della prima si è aggiudicata la Miglior strofa in un featuring ai BET Hip Hop Awards 2018.

## Video musicale
Il 24 novembre 2017 Cardi B ha annunciato attraverso un suo tweet che il video musicale, diretto da Bradley & Pablo e Quavo, sarebbe uscito il 1º dicembre 2017. Tuttavia è stato reso disponibile il 6 dicembre seguente tramite Apple Music e il giorno successivo su YouTube.

## Tracce
Testi e musiche di Quavious Marshall, Kiari Cephus, Kirshnik Ball, Onika Maraj, Belcalis Almanzar, Shane Lindstrom, Kevin Gomringer e Tim Goringer.
Download digitale
1. MotorSport – 5:24

7"
- Lato A

1. MotorSport

- Lato B

1. MotorSport (Instrumental)

## Formazione
Musicisti
- Migos – voce
- Nicki Minaj – voce
- Cardi B – voce

Produzione
- Murda Beatz – produzione
- Cubeatz – produzione
- DJ Durel – registrazione, ingegneria acustica
- Aubry "Big Juice" Delaine – registrazione voce Nicki Minaj
- Nick Valentin – assistenza alla registrazione
- Brian Judd – assistenza alla registrazione
- Thomas "Tillie" Mann – missaggio
- Colin Leonard – mastering
- Ethan Stevens – ingegneria acustica
- Sean Phelan – ingegneria acustica

## Successo commerciale
Nella pubblicazione del 30 dicembre 2017, MotorSport, è entrata nella top ten della Billboard Hot 100, salendo dalla 15ª alla 6ª posizione. È salita dal 9º al 5º posto nella Streaming Songs con 31,7 milioni di riproduzioni, dal 43º al 25º nella classifica digitale con 15 000 copie vendute, e dal 37º al 34º in quella radiofonica con un'audience pari a 35 milioni di ascoltatori. I Migos hanno così ottenuto la loro seconda top ten dopo Bad and Boujee, Nicki Minaj la quindicesima, estendendo il suo record ad averne di più tra le rapper donne, e Cardi B la terza, diventando la prima rapper donna ad avere le prime tre entrate in questa classifica in top ten, dopo Bodak Yellow e No Limit. La settimana successiva è scesa alla 7ª posizione, e l'ha mantenuta per una seconda settimana consecutiva, e seppur registrando un calo del 4% nelle riproduzioni in streaming pari a 30 milioni, ha contribuito, insieme a Bodak Yellow e No Limit, a rendere Cardi B la terza artista ad avere le sue prime tre entrate in classifica in top ten, dopo i Beatles e Ashanti. La settimana seguente è scesa di una posizione e nella pubblicazione del 17 gennaio 2018 è calata ulteriormente fino alla 10ª, mantenendola per una seconda settimana consecutiva. Ha poi fatto il proprio rientro in top ten all'8º posto nella pubblicazione del 10 febbraio successivo, in seguito all'uscita di Culture II.

## Classifiche

### Classifiche settimanali
| Classifica (2017-18) | Posizione massima |
| -------------------- | ----------------- |
| Australia            | 73                |
| Canada               | 12                |
| Filippine            | 80                |
| Francia              | 123               |
| Grecia               | 11                |
| Irlanda              | 79                |
| Lettonia             | 49                |
| Portogallo           | 57                |
| Regno Unito          | 49                |
| Repubblica Ceca      | 64                |
| Slovacchia           | 46                |
| Stati Uniti          | 6                 |
| Svizzera             | 54                |
| Ungheria             | 40                |

### Classifiche di fine anno
| Classifica (2018) | Posizione |
| ----------------- | --------- |
| Canada            | 63        |
| Stati Uniti       | 34        |